# 马季廉
马季廉，原名马全鳌，男，民国文人及著名报人，曾任《大公报》与《国闻周报》编辑，亦曾发表过多篇政论文章和译作。

## 生平行迹
1927年至1928年间为清华大学学生，主修经济学专业，时为各种学生活动中一活跃人物。
在清华上学时即已开始在《大公报》作兼职编辑，毕业后遂加入《大公报》工作，任国际版编辑，并为《大公报》社评作者之一。还曾（与艾大炎、王芸生等）主编《大公报》刊物《国闻周报》。至抗战爆发前曾发表过很多文章及译著（分别署名马全鳌、马季廉、季廉）。
抗战爆发后，约当1938年，在由蒋介石亲任团长的军事委员会战时工作干部训练团第一团的第一期学生第一总队官佐名录中曾有“上校政治教官 马季廉 湖北 襄阳民权街十四号”之记录。
从现存记录看，马季廉在当时有关社会与政治的论争中显示过不同色彩的思想倾向，但终属一无党派的爱国赤子。

## 著作言论

### 文章
《英国模范税制所得税的优点》，《国闻周报》第7卷第18期，1930年5月12日。
《中国政治出路商榷》，1932年8月15日发表。在1930年代思想界对中国政治出路的讨论中，此文体现出一种难得的“现实主义”取向，即反对价值的论争而重视对事实的研究。
《技术政治论》，《国闻周报》第10卷9期，1933年3月。
《国难方兴未艾》，《国闻周报》第9卷第25期，1932年6月27日。中有内容如“唤起民族意识，停止赤化斗争”、“打破历史恩仇”、“力求团结一致”等言。
《挽救国难的一个私案》，《国闻周报》第9卷第32期，1932年9月1日，中有如下内容：“现在我们人民要自动组织一个能够肩荷政治责任的团体，要自动设置一个代表民意的机关。到了相当时期，如果政府再不能尽他的职责，我们便只好自动组织有力的政府。”
《资本主义能否施行计划经济》，《国闻周报》第10卷第6期，1933年2月13日。其中有“资本主义的神髓是消费者有需求的自由，生产者有创造的自由，这都是计划经济所不容许的，加以各国都还没有健全的社会主义政党，所以资本主义下实行计划经济显然是不可能的。”以及“计划经济是社会主义经济制度的特点，是现今世界经济必然的出路。”
《停战与华北前途》，《国闻周报》第10卷第22期，1933年6月5日。
《新闻事业的新需要》，《新闻记者》（中国青年新闻记者学会）第1卷第8期，1938年11月1日。
《国家总动员》，青年书店出版，1939年。

### 译作
《日美太平洋大戰》Hector C．Bywater（白華徳）著，楊歷樵, 趙恩源, 馬全鰲合譯，天津，大公報社,1932年。 
《远东之危机》，(美)斯蒂生（一译史汀生，1929年～1939年曾任美国国务卿）著，天津，大公报馆出版部,1936年11月发行。

## 资料
1. ↑  1927年7月，清华因派遣出国留学生问题在校董评议会中发生争执而引发学生风潮期间，马全鳌是大学部学生代表。见蔡德贵撰写的《清华之父曹云祥》第六章“清华校长不好当（30）” （页面存档备份，存于）中之记述。
2. ↑  1928年3月，清华大学经济学会全体大会选举马全鳌担任总务委员兼主席。载于当月《清华周刊》。
3. ↑  吴宓日记1928年七月二日星期一：“晴。 上午十时，范文澜、锺伯良来。 导游观校舍，并访学生马全鳌。”
4. ↑  1930年《清华周刊》的总编辑为张德昌，主任编辑有余冠英、张大安、郭可咏、马全鳌、梁方仲。参见清华大学第二级毕业委员会编《国立清华大学第二级毕业记念册》民国十九年。
5. ↑  《大公报》的社评在1931年“九一八事变”之前主要是张季鸾主笔，之后有王芸生、徐铸成、杨历樵、马季廉、张佛泉、王志莘、潘仰尧、李纯青等加入。
6. ↑  陳紀瀅回忆:“那時（《大公报》）編輯部除張、胡二公外，最重要的幹部是曹谷冰、許萱伯、楊歷樵、馬季廉等，……”（见陳紀瀅《記王芸生》[]中之记述）。
7. ↑  见军事委员会战时工作干部训练团第一团第一期学生第一总队官佐名录 （页面存档备份，存于）。
8. ↑  1930年代，因国民党在1929年的三届二中全会中曾决议「训政时期」的长度为六年，到1935年即开始实行宪政。结果在1932年即开始引起是继续维持党治还是按时迈入宪政的激烈讨论。反对速行宪政的一派以梁漱溟为代表，其主张应先从乡村教育及建设入手，在乡村教育落后的情况下侈谈宪政，病在不实。其中马季廉认为，教育、交通、良好政风乃实施宪政条件，当时中国不具这些条件；陈之迈主张，在经济落后的情况下，寄望在生存线挣扎的人民参与政治、监督政府，根本违背人情之常，再好的宪政对国家都没有帮助。支持依约行宪的一派以胡适为大家，认为在训政时期少数人把持政权，人民根本得不到现代宪政的训练，只有宪政本身才是宪政最好的训练。其中萧公权主张，行宪政要有教育准备，而唯有宪政本身才能提高人民智慧；张佛泉说宪政本身不应先预设完美与理想的状况，即令一时间有所不完美，我们也应该先忍受一段黑暗的政治生活，才能让宪政真正落实。